# Корисні копалини Алжиру
Корисні копалини Алжиру. За запасами цінної мінеральної сировини Алжир займає одне з перших місць у Африці. У країні відкриті і розвідані родов. нафти, природного газу, кам. вугілля, руд урану, заліза, марганцю, міді, свинцю, цинку, ртуті, стибію, золота, олова, вольфраму, а також фосфоритів, бариту та ін.
Родовища корисних копалин розташовані в основному в трьох районах. На півночі в горах і передгір'ях Атласу (висота 1000–2300 м) знаходяться поклади залізняку, фосфатів, бариту, будівельних г.п. Другий район — це гірське плато в західній частині Сахари з великими родовищами залізняку (Гара-Джебілет, Мешери-Абдельазіз). І нарешті, на півдні країни, в гірському масиві Ахаггара (висота 2000–3000 м) є родовища кольорових і дорогоцінних металів, радіоактивних руд, алмазів і інших корисних копалин.

## Корисні копалини Алжиру станом на 1998-99 рр.
| Корисні копалини               | Запаси       | Запаси                | Вміст корисного компоненту в рудах, % | Частка у світі, % |
| Корисні копалини               | Підтверджені | Загальні/перспективні | Вміст корисного компоненту в рудах, % | Частка у світі, % |
| Барит, тис. т                  | 6700         | 7000/16000            | 70 (BaSO4)                            | 2                 |
| Вольфрам, тис. т               | 13           | 28                    | 1,2 (WO3)                             | 0,5               |
| Залізні руди, млн т            | 1535         | 5370                  | 49                                    | 0,9               |
| Золото, т                      | 30           | 110/200               | 10,9 г/т                              | 0,1               |
| Марганцеві руди, млн т         | 2            | 2                     | 44 (Mn)                               | 0,1               |
| Мідь, тис. т                   | 160          | 2                     | 2 (Cu)                                |                   |
| Нафта, млн т                   | 1900         |                       |                                       | 1,4               |
| Плавиковий шпат, млн т         | 0,1          | 0,15                  | 55 (CaF2)                             | 0,1               |
| Природний горючий газ, млрд м³ | 3950         |                       |                                       | 2,7               |
| Ртуть, тис. т                  |              | 20,6                  | 1,75                                  | 15,3              |
| Свинець, тис. т                | 500          | 750                   | 2,2                                   | 0,4               |
| Срібло, т                      | 700          | 1000                  | 180 г/т                               | 0,1               |
| Вугілля, млн т                 | 66           | 100                   |                                       |                   |
| Фосфорити, млн т               | 150          | 240                   | 30 (Р2О5)                             | 3                 |
| Уран, тис. т                   | 26           | 26,7/54               | 0,13                                  | 1                 |
| Цинк, тис. т                   | 890          | 1616                  | 6                                     | 0,3               |
| Мармур, млн м³                 | 24           | 30-40/55              |                                       |                   |

## Нафта
За запасами нафти Алжир займає 3-є місце в Африці (після Лівії та Нігерії, 1999). На території Алжиру відомо понад 180 родовищ нафти та газу, які належать до Алжиро-Лівійського нафтогазоносного басейну. Найбільше родовище нафти — Хассі-Месауд, локалізоване в пісковиках кембрію-ордовика. Значні запаси мають родовища Зарзаїтін, Хассі-Туїль, Хассі-ель-Агреб, Тін-Фує, Гурд-ель-Багель та ін. 

## Природний газ
За запасами газу Алжир займає 1-е місце в Африці (1999). Основні поклади природного газу пов'язані з Алжиро-Лівійським нафтогазоносним басейном. У західній частині басейну (газоносні западини Ахне і Тімімун) газові родовища переважно дрібні і середні. Доведені запаси газу западини Ахне (24 родовища) оцінюються в 267 трлн. м³, западини Тімімун (17 родовищ) — в 290 трлн. м³. Продуктивні силурійські і девонські пісковики, вапняки і доломіт, а також кембрій-ордовицькі і нижньокам’яновугільні відклади на глибинах 900–2400 м. У північно-східній частині нафтогазоносного басейну (нафтогазоносні області Тріасова, Гадамес і Іллізі) відкрито 47 газових родовищ. Продуктивні пісковики кембрію, ордовика, силуру-девону, карбону і тріасу. У Тріасовій області (20 газових і газоконденсатних родовищ) найбільше значення мають піщані горизонти тріасу. Газоконденсатне родовище Хассі–Р'Мель розташоване в центральній частині склепіння Тільремт. Продуктивні три горизонти пісковиків нижнього тріасу в інтервалі глибин 2100–2300 м. Початкові геологічні запаси газу — 2.8 трлн. м³. В області Іллізі виявлено близько 20 нафтогазових і 27 газових родовищ. Приблизно 85 % запасів газу Алжиру припадає на вільний газ газових родовищ і газових шапок нафтових родовищ; інший газ розчинений в нафті (головним чином родовища Хассі-Мессауд). Основні газові родовища країни, крім Хассі–Р'Мель (в дужках — початкові запаси, що добуваються, млрд м³): Рурд-Нусс (372), Ста (218), Гассі Туїл (195), Тін-Фуйє-Табанкорт (156), Ін-Аменас (155), Хамра (100), Ін-Сала (71) та ін.
За оцінками British Petroleum на 2003 р запаси газу Алжиру (трлн. м³), частка у світі і роки видобутку, що залишилися 4 (3 %), 56 років.

## Вугілля
Запаси кам'яного вугілля незначні, його родовища (Кенадза, Абадла, Мезаріф) зосереджені у відкладах верхнього карбону в басейні Бешар. Вугілля жирне, спікливе, середньо-зольне (8–20 %), вміст летких — 20–35 %, сірки — 2–3,5 %. 

## Уран
За запасами руд урану Алжир займає 4-е місце в Африці (після ПАР, Намібії та Нігеру, 1999). Гідротермальножильні родовища руд урану — Тімгауїн, Тінеф і Абанкор розвідані в Ахаггарі.

## Залізо
За запасами залізних руд Алжир знаходиться на 4-у місці в Африці (після ПАР, Ґвінеї та Лівії, 1998). У Північному Алжирі розвідані метасоматичні родовища залізних руд у рифогенних вапняках (Джебель-Уенза, Бу-Хадра), загальні запаси яких понад 100 млн т, вміст Fe 40–56 %. У синеклізі Тіндуф виявлені найбільші в Алжирі девонські осадові родовища оолітових залізних руд — Гара-Джебілет (загальні запаси 2 млрд т, вміст Fe 50–57 %) і Мешері-Абделазіз (2 млрд т, 50–55 %). Запаси марганцевих руд незначні, вони зосереджені у вулканогенно-гідротермальному родов. Уед-Геттара (загальні запаси 1,5 млн т, вміст Mn 40–50 %) в районі Бешар.
Основні родовища залізняку такі: 1. Гара-Джебілет, представлене оолітовими залізняком осадового походження. Загальні запаси родовища 2 млрд т. Вміст заліза в рудах 50–57 %. Експлуатація цього родовища поки що не ведеться через відсутність інфраструктури і відносно великих витрат на транспортування руди до металургійного комплексу «Хаджар», що знаходиться в районі Аннаби, на північному сході країни (приблизно за 1500 км). 2. Уенза, на базі якого створене найбільше підприємство країни, де відкритим способом розробляється декілька великих покладів гематитових руд, головне з яких розташоване на схилі гори з відміткою вершини 1288 м. Вміст заліза в багатих рудах 53–60 %. Великі обсяги руди із вмістом заліза нижче 47 % умовно відносять до бідних. Загальні запаси родовища оцінюються в 100 млн т. Продуктивність підприємства по руді становить 2,8 млн т/рік при коефіцієнті розкриву близько 2 т/т. 3. Бу-Хадра знаходиться за 20 км від комплексу «Уенза» і розробляє родовище в межах гори з вершиною 1463 м. Руда — гематит з середнім вмістом заліза 58 %. Родовище складається з двох потужних крутоспадних (кут падіння 60–85°) рудних тіл. Перше рудне тіло розробляється відкритим способом, друге — підземним. 4. Мешері-Абдельазіз — запаси родовища 2 млрд т.

## Поліметали
За запасами руд свинцю і цинку Алжир займає 4-е місце в Африці (1999). У Північному Алжирі розвинені стратиформні, жильні (телетермальні) і лінзовидні жильні (гідротермальні) родовища поліметалічних руд. Стратиформні родовища руд свинцю і цинку розташовані в карбонатних відкладах юри (Ель-Абед, Деглен), крейди (Керзет-Юсеф, Меслулла, Джебель-Ішмуль). Жили в піщано-глинистих породах крейди (Геррума, Сакамоді) асоційовані з діапірами евапоритів тріасу. Вулканогенні і плутоногенно-гідротермальні мідно-поліметалічні родовища в породах крейди-неогену пов'язані з міоценовими вулканітами (Бу-Суфа, Уед-ель-Кебір) і гранітоїдами (Бу-Дука, Ашайш, Айн-Барбар, Кеф-ум-Тебул). Рудопрояви мідистих пісковиків відомі у відкладах крейди та тріасу (Айн-Сефра, на заході Сахарського Атласу), кембрію (Бен-Таджін в Угарті) і венду (Ханк на півдні Регібату). Перспективні поліметалічні родовища виявлені в Бумліте (Джіджель) із запасами 200 тис. т металу, а також в Уед-Амізур (Беджайя), де розвідувальними роботами визначений потенціал родовища в обсязі порядку 1,8 млн т металу. Свинцево-цинкове родов. Oued Amizour родовище має ресурс 30 млн т, вміст корисних копалин 5,74 % Zn і 1,39 % Pb, в ядрі — 10,89 % Zn і 3,04 % Pb.

## Ртуть
За загальними запасами ртуті (15 % світових) Алжир займає 2-е місце у світі (після Іспанії) і 1-е місце в Африці. Родовища ртутних руд виявлені в районі Аззаба серед теригенно-уламкових порід крейди-палеогену і в докембрійських сланцях (родовища Геніша — загальні запаси в перерахунку на метал 4,5 тис. т, вміст Hg 1,16 %; Мра-С'Ма відповідно 7,7 тис. т, 3,9 %). Родовища Північно-Нумідійської ртутоносної зони в Алжирі: Геніша, Ісмаїл, Фендек, Мра-С’Ма та інші, належать до вулканогенного класу і до карбонатно-поліаргілітового геолого-промислового типу. Руди локалізуються в карбонатній товщі мезозойського віку, зім'ятій в складні складки і перетнутій численними тектонічними порушеннями, що відіграють роль рудопідвідних і рудоконтролюючих структур. Основне промислове значення мають міжформаційні рудні поклади, локалізовані в склепіннях брахіантикліналей або в місцях перегину крил складок, звичайно під шарами глинистих сланців або тектонічної глинки, що грають роль екранів. В рудах, крім кіноварі, присутній метациннабарит. Найбагатше родовище — Мра-С'Ма, де середній вміст ртуті вимірюється десятками процентів. Всі родовища просторово пов'язані з термальними джерелами. 

## Стибій
За запасами руд стибію Алжир займає 2-е місце в Африці; вони зосереджені в Північному Алжирі, на телетермальному родовищі Хаммам-Нбайлс. 
Вольфрам. За запасами вольфрамових руд Алжир займає 1-е місце в Африці. У Ахаггарі розвідані кварц-каситерит-вольфрамітові ґрейзено-жильні тіла Нахда (Лауні), Тін-Амзі, Ель-Карусса, Башир, Тіфтазунін та ін., асоційовані з гранітами Таурірт. У Північному Алжирі відоме скарново-шеєлітове родовище Белелієта. Найзначніші за масштабами гідротермальні жильні родовища золота — Тірірін, Тірек, Амесмесса, Тін-Фелькі та ін. — розвідані в докембрійських кристалічних породах Ахаггару. У Північному Алжирі виявлене родовище Бу-Дуау.

## Фосфорити
За запасами фосфоритів Алжир знаходиться на 6-у місці в Африці. У Північному Алжирі родовища зернистих фосфоритів належать до глинисто-карбонатних відкладів верхньої крейди-палеогену. Найбільш великі родовища — Джебель-Онк, Ель-Куїф, Мзайта. 

## Барит
За запасами бариту Алжир займає 2-е місце в Африці. У Північному Алжирі виявлені жильні родовища Мізаб (загальні запаси 2,15 млн, т, вміст BaSO4 90 %), Аффенсу, Бу-Мані, Варсеніс і Сіді-Камбер, в районі Бешар — жильні поля Бу-Каїс, Абадла та ін.

## Золото
Найбільш значущі за масштабами гідротермальні родовища золота (Тірірін, Тірек, Амесмеса, Тін-Фелькі і інші) розвідані в докембрійських кристалічних породах Ахаггара. На півночі Алжиру виявлене золоторудне родовище Бу-Дуау. Відносно велике родовище золота (Тірірін) розвідане в районі Ахаггара, за 500 км від міста Таманрассета. Можливі запаси становлять 327–800 т руди з середнім вмістом золота 18,3 г/т. Ведеться розвідка золотоносного родовища Інаоегі (на площі 20 км²), що знаходиться в районі Ахаггара за 250 км від міста Таманрассета. Тут вже пробурене велике число свердловин і виконаний значний обсяг відкритих і підземних робіт. Передбачається, що запаси родовища складуть близько 56 600 т при вмісті золота в руді 6,02 г/т. За 520 км від міста Таманрассета знаходиться золотоносне родовище Ханан, прогнозні запаси якого 118–200 т з сер. вмістом 16,2 г/т.
На початку XXI ст. ряд золотих перспектив був ідентифіковано в регіоні Гоґґар (Hoggar) Південного Алжиру Національним гірничим бюро ORGM (National Burea of Mining and Geological Research) і компанією Enterprise D’Exploitation des Mines D’or (ENOR).

## Інші корисні копалини
Крім того, розвідане велике родовище целестину Бені-Мансур, загальні запаси якого — 6,1 млн т; відомі родовища піритів (запаси невеликі), кам’яної солі та ін. В країні є перспективи відкриття нових родовищ марганцю і міді (район Ougarta), міді, молібдену і золота в районі Reguibat, а також олова, вольфраму, урану і алмазів.